# Lista över bandyklubbar i Sverige
Här listas bandyklubbar i Sverige.
| Klubb                             | Hemort          | Hemmaarena                           | Kommentar                                                                  |
| --------------------------------- | --------------- | ------------------------------------ | -------------------------------------------------------------------------- |
| Vrena IF                          | Vrena           | Strandängens IP                      |                                                                            |
| Vardsjön BK                       | Alingsås        | Ruddalens ip                         | En av Sverige äldsta renodlade bandyklubbar                                |
| AIK Bandy                         | Stockholm       | Gubbängens bandyhall                 | Nedlagd                                                                    |
| Surte BK                          | Surte           | Ale Arena                            |                                                                            |
| Bergdalens IK                     | Borås           | Boda IP                              |                                                                            |
| BK Bore                           | Figeholm        |                                      |                                                                            |
| BK Derby BK                       | Linköping       | Stångebro IP                         |                                                                            |
| BK Ume-Trixa                      | Umeå            |                                      | Nedlagd. Föreningen bedriver nu hockeyverksamhet                           |
| Blåsut BK                         | Vänersborg      | Arena Vänersborg                     |                                                                            |
| Bollnäs GoIF/BF                   | Bollnäs         | SBB Arena                            |                                                                            |
| BS Boltic Göta                    | Karlstad        | Tingvalla isstadion                  |                                                                            |
| IF Boltic                         | Karlstad        | Tingvalla isstadion                  |                                                                            |
| Borgia-Norrköping BK Bandy        | Norrköping      | Himmelstalund                        |                                                                            |
| Broberg/Söderhamn Bandy           | Söderhamn       | Helsingehus Arena                    |                                                                            |
| Danmarks IF                       | Uppsala         | Studenternas IP                      |                                                                            |
| Djurgårdens IF Bandyförening      | Stockholm       | Spånga IP                            |                                                                            |
| Edsbyns IF                        | Edsbyn          | Svenska Fönster Arena                |                                                                            |
| Elless IF                         | Sjötorp         |                                      |                                                                            |
| Essinge Bandy                     |                 |                                      |                                                                            |
| Falu BS                           | Falun           | Lugnets isstadion                    | Startade 2013 efter Falu BS Bandys konkurs.                                |
| Falu BS Bandy (Falu Bollsällskap) | Falun           | Kopparvallen/Lugnets isstadion       | Gick i konkurs 2013.                                                       |
| Filipstads IF                     | Filipstad       |                                      |                                                                            |
| Finspångs AIK                     | Finspång        | Grosvad                              |                                                                            |
| Forsbacka IK Bandy                | Forsbacka       | Mariehov                             |                                                                            |
| Fredriksbergs BK                  | Ronneby         | Lugnevi                              |                                                                            |
| Frillesås BK                      | Frillesås       | Sjöaremossen, Värö                   |                                                                            |
| Färjestads BK                     | Karlstad        |                                      | Spelar inte längre bandy utan istället ishockey                            |
| GAIS Bandy                        | Göteborg        | Arena Heden                          |                                                                            |
| GH Bandy IF                       | Uppsala         | Studenternas IP                      |                                                                            |
| GoIF Kåre                         | Kårsta          |                                      |                                                                            |
| Gothems GOIF                      | Slite           |                                      | Spelar inte längre bandy utan istället fotboll                             |
| Gripen Trollhättan BK             | Trollhättan     | Slättbergshallen                     |                                                                            |
| Grycksbo IF BK Bandy              | Grycksbo        | Tansvallen                           | Tansvallen har naturis                                                     |
| Grängesberg BK Bandy              | Grängesberg     | Grängesvallen                        |                                                                            |
| Gullringens GOIF                  | Gullringen      | Kvarndammen                          | Bandyn lades ner år 1962                                                   |
| Gustavsbergs IF Bandy             | Gustavsberg     | Ekvallen                             |                                                                            |
| Gävle Bandyklubb                  | Gävle           | Mariehov Forsbacka                   |                                                                            |
| Hallstahammars SK Bandyklubb      | Hallstahammar   |                                      |                                                                            |
| Hammarby IF Bandyförening         | Stockholm       | Zinkensdamms IP                      |                                                                            |
| Helenelunds IK Bandy              | Sollentuna      | Sollentunavallen                     |                                                                            |
| Hubbo Bandyklubb                  | Västerås        | ABB Arena, Rocklunda IP              |                                                                            |
| Huddinge Bandy                    | Huddinge        | Visättra sportcenter                 |                                                                            |
| Hällefors BK                      | Hällefors       | Hällevi                              |                                                                            |
| Hälleforsnäs IF                   | Hälleforsnäs    | Edströmsvallen                       | Lade ned bandyverksamheten 2005                                            |
| Härnösands AIK Bandy              | Härnösand       | Högslätten                           |                                                                            |
| IF Göta Bandy                     | Karlstad        | Tingvalla Isstadion                  |                                                                            |
| IF Stjärnan                       | Påskallavik     | Arena Oskarshamn                     |                                                                            |
| IF Vesta Bandysektion             | Uppsala         | Studenternas IP                      |                                                                            |
| IF Vindhemspojkarna               | Uppsala         | Studenternas IP                      |                                                                            |
| IFK Kungälv Bandy                 | Kungälv         | Skarpe Nord                          |                                                                            |
| IFK Malmö Bandy                   | Malmö           | Sjöaltsvallen                        |                                                                            |
| IFK Motala Bandy                  | Motala          | Motala Isstadion                     |                                                                            |
| IFK Rättvik Bandy                 | Rättvik         | Rättvik Arena                        |                                                                            |
| IFK Umeå Bandy                    | Umeå            | Nolia bandybana                      |                                                                            |
| IFK Uppsala                       | Uppsala         | Studenternas IP                      |                                                                            |
| IFK Vänersborg                    | Vänersborg      | Arena Vänersborg                     |                                                                            |
| IK Göta Bandy                     | Stockholm       |                                      |                                                                            |
| IK Heros                          | Smedjebacken    | Herosvallen                          |                                                                            |
| Jönköping Bandy IF                | Jönköping       | Råslätts Ip                          | Hette fram till 2005 Järhaga Bandy                                         |
| Kalix Bandy                       | Kalix           | Kalix IP                             |                                                                            |
| Karlsborgs BK                     | Karlsborg       | Bruksvallen, Karlsborg               |                                                                            |
| Karlsbyhedens IK Bandy            | Falun           | Lugnets isstadion                    |                                                                            |
| KSK Bandy                         | Katrineholm     | Backavallen                          | lades ner 2007                                                             |
| Kållands BK                       | Lidköping       | Sparbanken Lidköping Arena           |                                                                            |
| Kållereds SK                      | Kållered        |                                      |                                                                            |
| Kävlinge Bandyklubb               | Kävlinge        |                                      |                                                                            |
| Köpings IS Bandyklubb             | Köping          | Kristinelunds IP                     |                                                                            |
| Lesjöfors IF                      | Lesjöfors       |                                      |                                                                            |
| Lidköpings AIK                    | Lidköping       | Sparbanken Lidköping Arena           |                                                                            |
| Liljans SK                        | Svärdsjö        | Liljansvallen                        |                                                                            |
| Lingheds IF                       | Linghed         |                                      |                                                                            |
| Ljusdals BK                       | Ljusdal         | Gamla ip                             |                                                                            |
| Ljusdals BS                       | Ljusdal         | Gamla ip                             |                                                                            |
| Lokrume IF                        | Tingstäde       |                                      | Föreningen är vilande                                                      |
| Macksta IK                        | Köping          | Kristinelunds IP                     |                                                                            |
| Malmbäcks IF Bandy                | Malmbäck        |                                      |                                                                            |
| Myssjö/Ovikens IF                 | Oviken          | Ovalla                               |                                                                            |
| Målilla GoIF Bandy                | Målilla         |                                      |                                                                            |
| Mölndal Bandy                     | Mölndal         | Åby Bandybana                        |                                                                            |
| Nässjö IF                         | Nässjö          | Stinsen Arena                        |                                                                            |
| OIK Bandy                         |                 |                                      |                                                                            |
| Otterbäckens BK                   | Otterbäcken     | Otterstrand                          |                                                                            |
| Oskarströms bandyklubb            | Oskarström      |                                      |                                                                            |
| Borlänge/Stora Tuna BK            | Borlänge        | Tunets IP                            | Åren 2019/2020 byte de namn från Peace & love till Borlänge/Stora Tuna BK. |
| Rydsnäs IF                        | Österbymo       |                                      |                                                                            |
| Rögle BK                          | Ängelholm       |                                      | Spelar inte längre bandy utan istället ishockey                            |
| Sala Bandy                        | Sala            | Lärkans Sportcenter                  |                                                                            |
| Sandvikens AIK                    | Sandviken       | Jernvallen / Göransson Arena         |                                                                            |
| Selånger SK Sundsvall Bandy       | Sundsvall       | Gärdehov                             |                                                                            |
| IK Sirius BK                      | Uppsala         | Studenternas IP                      |                                                                            |
| Sjöalts IF                        | Sjöalt          | Sjöaltsvallen                        |                                                                            |
| SK Höjden                         | Göteborg        | Ruddalens bandyhall                  |                                                                            |
| SK Iron                           | Uppsala         | Studenternas IP                      |                                                                            |
| SK Vide                           | Uppsala Knivsta | Studenternas IP                      |                                                                            |
| Skutskärs IF Bandyklubb           | Skutskär        | Skutskärs IP                         | En av Sveriges äldsta och mest klassiska klubbar                           |
| Sköndals IK Bandy                 |                 |                                      |                                                                            |
| Skövde BK                         | Skövde          | Arena Billingen                      |                                                                            |
| Slottsbrons IF                    | Grums           | Strandvallen                         |                                                                            |
| Spånga/Bromstens BK               | Stockholm       | Spånga IP                            |                                                                            |
| Storegårdens BK                   | Vargön          | Vänersborgs Isstadion                | Sammanslogs med Wargöns SK till Wargöns IK                                 |
| Strömsunds BS                     | Strömsund       |                                      |                                                                            |
| Surte BK                          | Surte           |                                      |                                                                            |
| Söderfors BK                      | Söderfors       | Bruksvallen                          |                                                                            |
| Söråkers IF/BK                    | Söråker         | Söråkers IIP                         |                                                                            |
| IK Tellus Bandy                   | Stockholm       | Zinkensdamms IP Gubbängens bandyhall |                                                                            |
| Tensta GOIF                       | Uppsala         | Studenternas IP                      |                                                                            |
| Tillberga Bandy                   | Västerås        | ABB Arena, Rocklunda IP              |                                                                            |
| TjustBandy                        | Gamleby         | Tjustvallen                          |                                                                            |
| Tranås BoIS                       | Tranås          | Bredstorps IP                        |                                                                            |
| Tuve Bandy                        | Göteborg        |                                      |                                                                            |
| Umeå Bandysällskap                | Umeå            | Gammliavallen                        | Föreningen gick 2009 in som en sektion i IFK Umeå                          |
| Uppsala BOIS                      | Uppsala         | Studenternas IP                      |                                                                            |
| Uppsala Näs IK (UNIK BK)          | Uppsala         | Studenternas IP                      |                                                                            |
| Vargöns BK                        | Vargön          | Arena Vänersborg                     |                                                                            |
| Wargöns IK                        | Vargön          | Vänersborgs Isstadion                | Bandysektionen nedlagd 1988. Bildade Vargöns BK                            |
| Wargöns SK                        | Vargön          | Vänersborgs Isstadion                | Sammanslogs med Storegårdens BK till Wargöns IK                            |
| Wallviks IK                       | Vallvik         | Myra                                 | Föreningen utövar inte bandy längre.                                       |
| Wattholma IF                      | Uppsala         | Studenternas IP                      |                                                                            |
| Vetlanda BK                       | Vetlanda        | Hydro Arena                          |                                                                            |
| Villa Lidköping BK                | Lidköping       | Sparbanken Lidköping Arena           |                                                                            |
| Västanfors IF BK                  | Fagersta        | Västanfors IP                        |                                                                            |
| Åtvidabergs BK                    | Åtvidaberg      | Kopparvallen                         |                                                                            |
| Värmbol-Katrineholm BK            | Katrineholm     | Backavallen                          | nerlagd 2007                                                               |
| Västanfors IF BK                  | Västanfors      | Västanfors IP                        |                                                                            |
| Västerås SK Bandyklubb            | Västerås        | ABB Arena, Rocklunda IP              | Mesta mästarna på herrsidan                                                |
| Västerstrands AIK                 | Karlstad        | Tingvalla isstadion                  |                                                                            |
| Öjaby IS                          | Öjaby           | Åby konstisbana                      |                                                                            |
| Åby/Tjureda IF                    | Åby,Växjö       | Eriksson Arena                       |                                                                            |
|                                   |                 |                                      |                                                                            |
| Örebro SK Bandy                   | Örebro          | Behrn Arena                          |                                                                            |
| Östersunds BS                     | Östersund       |                                      |                                                                            |
| KVBS                              | Katrineholm     | Backavallen                          |                                                                            |
| Eskilstuna BS                     | Eskilstuna      | Isstadion                            |                                                                            |